# Ewa Rybak
Ewa Rybak (ur. 22 grudnia 1974) – polska lekkoatletka, oszczepniczka.

## Kariera
Największym sukcesem zawodniczki Skry Warszawa jest złoty medal wywalczony podczas Uniwersjady rozgrywanej w 1999 w Palma de Mallorca. Reprezentowała Polskę na Mistrzostwach Świata (Ateny 1997 – odpadła w kwalifikacjach) oraz na Mistrzostwach Europy (Budapeszt 1998 – 12. miejsce). W 1993 zdobyła brąz mistrzostw Europy juniorów. Była 4-krotną Mistrzynią Polski: w 1996, 1997, 1998 oraz 2002.
Obecnie zamieszkała w Brodnicy.

## Rekordy życiowe
- oszczep (nowy model) – 60.76 m (1999 – 4. wynik w historii polskiej lekkoatletyki)
- oszczep (stary model) – 63.93 m (1998 – 3. wynik w historii polskiej lekkoatletyki)